# المحرقة (العدين)

تعديل مصدري - تعديل

المحرقة محلة تابعة لقرية حمر، التابعة لعزلة جبل بحري بمديرية العدين إحدى مديريات محافظة إب في الجمهورية اليمنية.، بلغ تعداد سكانها 49 حسب تعداد اليمن لعام 2004.